# 발레리 크루즈

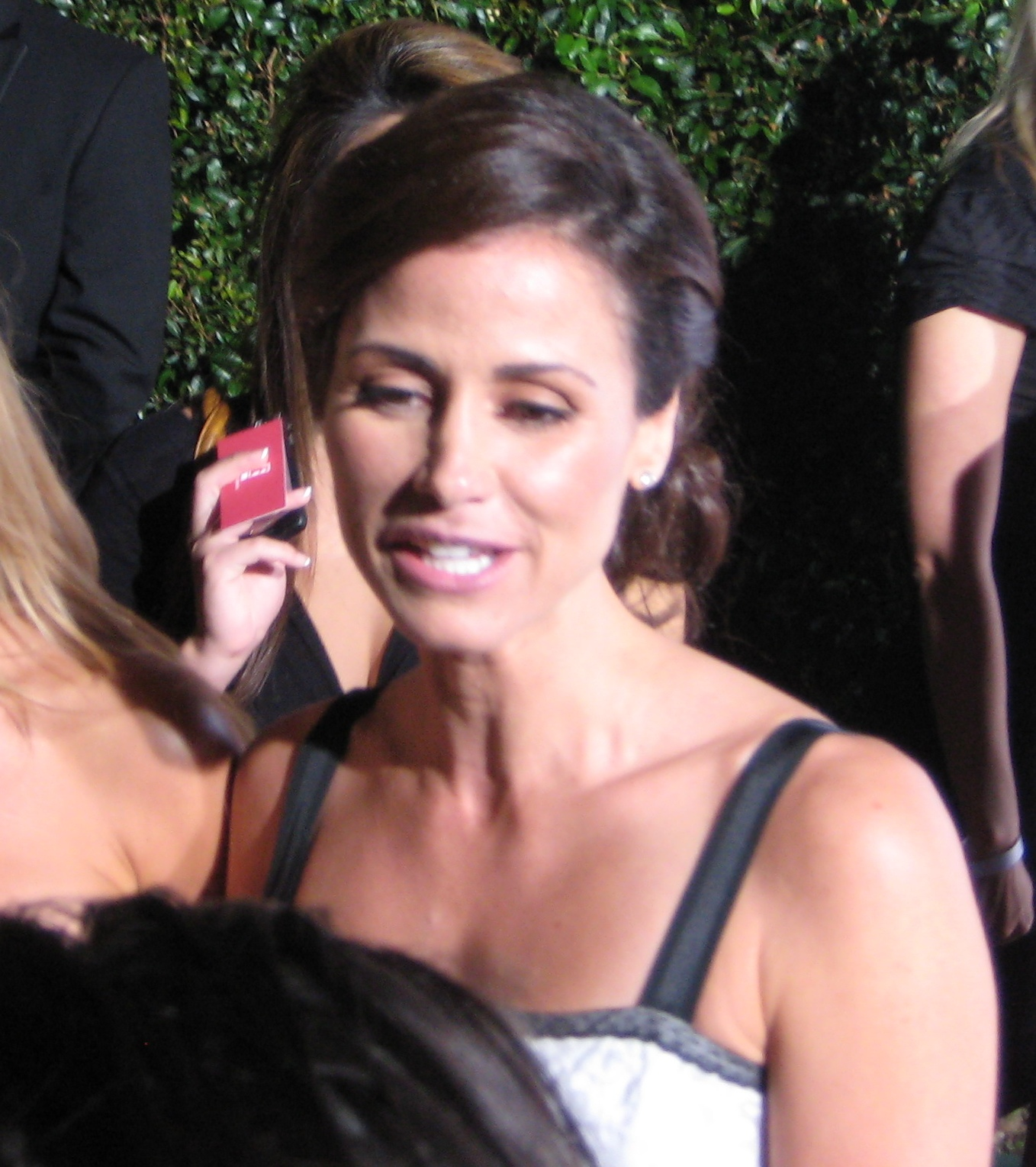

발레리 크루즈(Valerie Cruz, 1976년 7월 18일 ~ )는 미국의 배우, 영화배우, 텔레비전 배우이다.
엘리자베스에서 태어났다.

## 방송
- 팔로잉 시즌3
- 팔로잉 시즌2
- 홈랜드 시즌2
- 알파스 시즌1
- 정글

## 영화
- 로케이팅 실버 레이크 (2017년)
- 마이 퍼스트 미라클 (2016년)
- 더 로프트 : 비밀의 방 (2014년) - 바바라 스티븐스 역
- 정글 (2011년)
- 더 라인 (2009년)
- 악마의 무덤 (2009년) - 닥터 엘리사 카델 역
- 덱스터 시즌3 (2008년) - 실비아 프라도 역
- 트루 블러드 (2008년)
- 노 맨스 랜드 - 라이즈 오브 리커 (2008년)
- 드레스덴 파일 (2007년)
- 히든 팜스 (2007년) - 니나 카터 역
- 덱스터 시즌1 (2006년)
- 인베이젼 (2005년)
- 셀룰러 (2004년)
- 닙턱 (2003년)